# جوليانو دي ميديشي

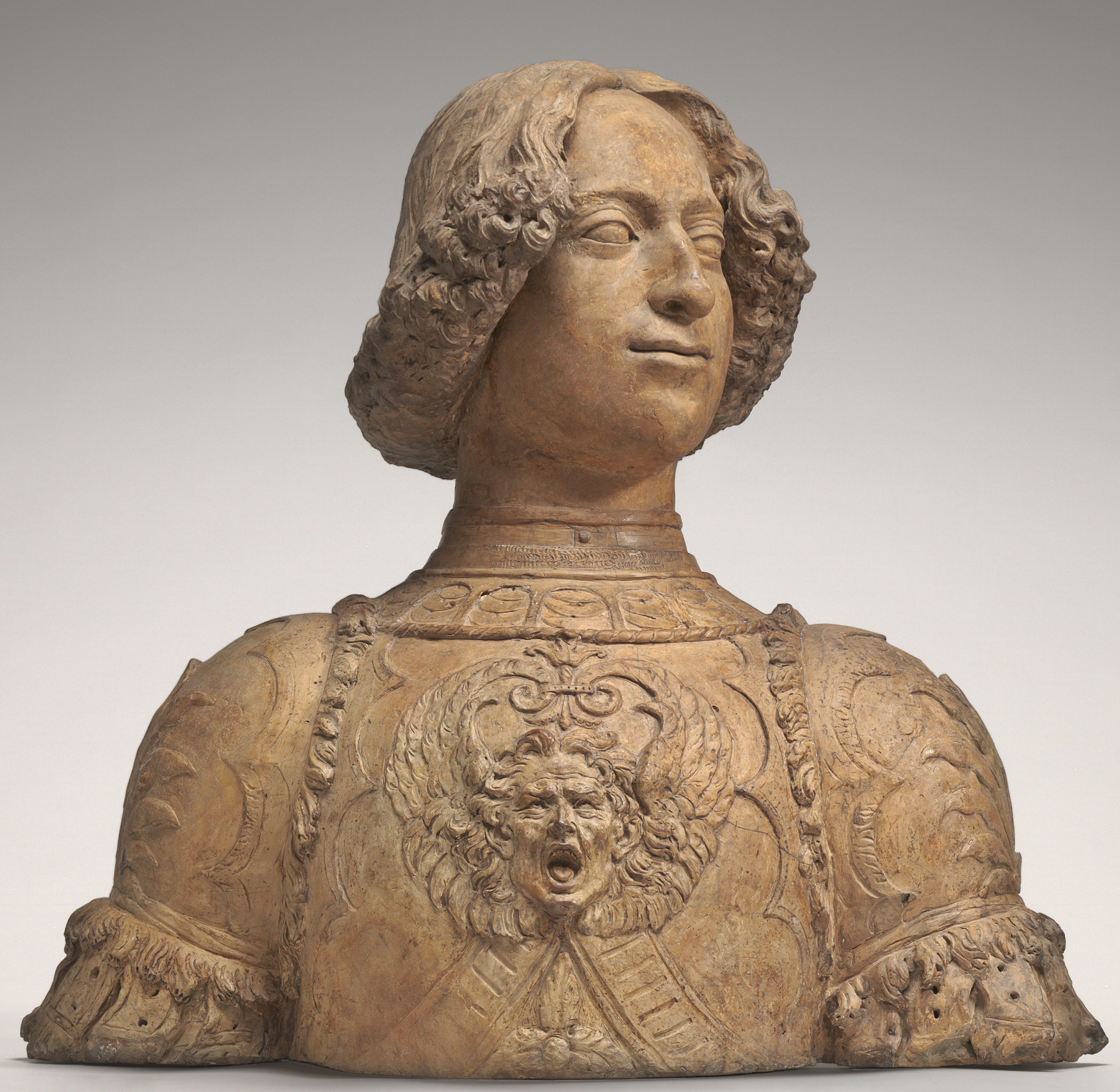
جوليانو دي ميديشي من نحت أندريا دل فروكيو

جوليانو دي بييرو دي ميديشي (Giuliano di Piero de' Medici) (فلورنسا، 1453 - 26 أبريل 1478) سياسي إيطالي.

## السيرة
جوليانو هو الابن الذكر الثاني لبييرو دي كوزيمو دي ميديشي ولوكريسيا تورنابووني وتربى مع شقيقه لورينزو الملقب لاحقاً بالرائع على صفوة الثقافة الإنسانية في ذلك الزمن، مع التركيز على الشؤون السياسية والمالية. بوفاة الوالد في سنة 1469 ، وجد نفسه مع شقيقه لورينزو على رئاسة فلورنسا بعمر الستة عشر عاماً . أثار وجود سليلين اثنين من آل ميديشي على رأس المدينة الحسد والريبة، واللذان تحولا أحياناً إلى معارضة حقيقية.
في سنة 1478 ، دبرت أسرة باتسي وبدعم من البابا سيكتوس الرابع وحكـّام آخرين ما عـُرفت مؤامرة باتسي، التي نـُفذت صباح يوم السبت 26 أبريل خلال مراسم دينية في كاتدرائية سانتا ماريا دل فيوري ، وراح ضحيتها جوليانو بضربات من فرانشيسكو دي باتسي ، فيما نجى لورينزو بأعجوبة مصاباً ببعض الجروح.
و قد كان جوليانو سبباً في تأجيل تفيذ هذه المؤامرة ليوم واحد، حين غاب عن حفل في فيلا ميديشي في فييزولي ، حيث كان يخطط المتآمرون لتقديم أطمعة مـُسـَمـّمـَة . وأيضاً اليوم الأحد التالي لم يكن على ما يرام، ولكن بعض أفراد عائلة باتسي ذوي القرابة مع عائلة ميديشي ذهبوا لإحضاره من قصر ميديشي : كما تورد الروايات أنها قاموا بمعانقته للتيقن من عدم ارتداءه درعاً تحت ملابسه.
بالمقارنة مع لورينزو الأكثر تركيزاً على السياسية، كان جوليانو مولعاً بالفنون والثقافة. شارك في البطولة بساحة سانتا كروشي تغنى بها أنجلو بوليزيانو بقصيدة، حيث المنافسة كانت على لوحة جميلة لسيمونيتا فسبوتشي ، فاز بها جوليانو نفسه . سيمونيتا هي إحدى أجمل نساء عصر النهضة ، وملهمة بوتيتشيلي وبييرو دي كوزيمو ، وقد توفيت قبله عن اثنين وعشرين عاما، ويبدو أنه كانت بينهما قصة حب بلاطي .
بينما له ابن غير شرعي من فيوريتا غوريني ابنة انطونيو غوريني، وهو جوليو دي ميديشي أُعلنت شرعيته من قبل ابن شقيق جوليانو، البابا لاون العاشر (سنة 1513) كنتيجة لزواج سري . حتى جوليو بدور أصبح كاردينالاً والبابا باسم كليمنس السابع.
دُفـِن جوليانو في غرفة الخزانة الجديدة بكنيسة سان لورينزو وهي من أعمال مايكل أنجلو بجوار شقيقه تحت لوحة مريم مع الطفل لمايكل أنجلو . خلال استكشاف لجثث آل ميديشي (2004) عـُثـِر على قـَطع واضح بالجمجمة وأجزاء من ثيابه لا تزال ملطخة بالدماء.